# Collegio uninominale Abruzzo - 03 (2020)
Il collegio elettorale uninominale Abruzzo - 03 è un collegio elettorale uninominale della Repubblica Italiana per l'elezione della Camera dei deputati.

## Territorio
Come previsto dalla legge n. 51 del 27 maggio 2019, il collegio è stato definito tramite decreto legislativo all'interno della circoscrizione Abruzzo.
È formato dal territorio dell'intera provincia dell'Aquila (108 comuni) e da 25 comuni della provincia di Teramo: Ancarano, Basciano, Bellante, Campli, Canzano, Castel Castagna, Castellalto, Castelli, Cellino Attanasio, Cermignano, Civitella del Tronto, Colledara, Cortino, Crognaleto, Fano Adriano, Isola del Gran Sasso d'Italia, Montorio al Vomano, Penna Sant'Andrea, Pietracamela, Rocca Santa Maria, Sant'Egidio alla Vibrata, Teramo, Torricella Sicura, Tossicia e Valle Castellana.
Il collegio è parte del collegio plurinominale Abruzzo - 01.

## Eletti
| Elezione | Elezione | Deputato       | Partito           |
| -------- | -------- | -------------- | ----------------- |
|          | 2022     | Giorgia Meloni | Fratelli d'Italia |

## Dati elettorali

### XIX legislatura
Come previsto dalla legge elettorale, 147 deputati sono eletti con sistema a maggioranza relativa in altrettanti collegi uninominali a turno unico.
| Candidati                                 | Candidati                | Voti    | %     | Liste                                 | Voti    | %     |
| ----------------------------------------- | ------------------------ | ------- | ----- | ------------------------------------- | ------- | ----- |
|                                           | Giorgia Meloni ✔️ Eletto | 104 811 | 51,48 | Fratelli d'Italia                     | 61 735  | 30,32 |
| Forza Italia                              | Giorgia Meloni ✔️ Eletto | 104 811 | 51,48 | 22 945                                | 11,27   |       |
| Lega per Salvini Premier                  | Giorgia Meloni ✔️ Eletto | 104 811 | 51,48 | 18 122                                | 8,90    |       |
| Noi moderati/Lupi - Toti - Brugnaro - UDC | Giorgia Meloni ✔️ Eletto | 104 811 | 51,48 | 2 009                                 | 0,99    |       |
|                                           | Rita Innocenzi           | 42 641  | 20,95 | Partito Democratico-IDP               | 32 332  | 15,88 |
| Alleanza Verdi e Sinistra                 | Rita Innocenzi           | 42 641  | 20,95 | 4 953                                 | 2,43    |       |
| +Europa                                   | Rita Innocenzi           | 42 641  | 20,95 | 4 010                                 | 1,97    |       |
| Impegno Civico - Centro Democratico       | Rita Innocenzi           | 42 641  | 20,95 | 1 346                                 | 0,66    |       |
|                                           | Andrea D'Attilio         | 33 136  | 16,28 | Movimento 5 Stelle                    | 33 136  | 16,28 |
|                                           | Emanuela Pistoia         | 12 415  | 6,10  | Azione - Italia Viva - Calenda        | 12 415  | 6,10  |
|                                           | Arianna Salvatore        | 3 202   | 1,57  | Italexit                              | 3 202   | 1,57  |
|                                           | Nicola Stornelli         | 3 197   | 1,57  | Unione Popolare                       | 3 197   | 1,57  |
|                                           | Daniela Franciosi        | 2 273   | 1,12  | Italia Sovrana e Popolare             | 2 273   | 1,12  |
|                                           | Enea Giancaterino        | 734     | 0,36  | Vita                                  | 734     | 0,36  |
|                                           | Stefano D'Amico          | 673     | 0,33  | Sud chiama Nord                       | 673     | 0,33  |
|                                           | Alessandra Acciaro       | 496     | 0,24  | Alternativa per l'Italia (PdF - Exit) | 496     | 0,24  |
| Totale                                    | Totale                   | 203 578 | 100   |                                       | 203 578 | 100   |
|                                           |                          |         |       |                                       |         |       |
| Schede bianche                            | Schede bianche           | 3 592   | 1,68  |                                       |         |       |
| Schede nulle                              | Schede nulle             | 6 150   | 2,88  |                                       |         |       |
| Votanti                                   | Votanti                  | 213 320 | 65,17 |                                       |         |       |
| Elettori                                  | Elettori                 | 327 332 |       |                                       |         |       |